# Строгович Михайло Соломонович
Строгович Михайло Соломонович (18 (30) вересня 1894, Санкт-Петербург — 18 лютого 1984, Москва) — радянський правознавець, доктор юридичних наук, професор, член-кореспондент Академії наук СРСР (1939).

## Життєпис
Навчався в другій Московській гімназії.
Отримав юридичну освіту у Комерційному інституті та Інституті народного господарства (Москва).

З 1920 року почав практичну роботу в органах юстиції секретарем Головного революційного військового трибуналу військ внутрішньої охорони.

З 1924 року протягом 15 років працює в органах прокуратури: помічником прокурора Кримінально-касаційної колегії Верховного Суду РРФСР, прокурором відділу Прокуратури РРФСР і Прокуратури СРСР.

У роки Німецько-радянської війни в званні полковника юстиції очолював кафедру судового права в Військово-юридичній академії.

У 1949 році М. С. Строгович був оголошений одним з головних космополітів в радянській правовій науці і потім до березня 1953 року піддавався систематичним переслідуванням.